# Rosa laxa
Rosa laxa — вид рослин з родини трояндових (Rosaceae); поширений у центральній частині Азії.

## Біоморфологічна характеристика
Кущ заввишки 1–2 метри. Гілочки циліндричні, прямі або злегка зігнуті, голі; колючки попарно нижче листя або розсіяні, жовтуваті, сильно гачкуваті, до 1.5 см, плоскі, поступово звужуються до широкої основи, часто густо змішані з дрібними колючками і щетиною. Листки включно з ніжками 4.5–10 см; прилистки здебільшого прилягають до ніжки, вільні частини яйцюваті, голі, край залозисто пилчастий, верхівка гостра; остови й ніжки рідко колючі, залозисто запушені, дрібно запушені; листочків 7–9, еліптичні, довгасті або яйцюваті, рідше зворотно-яйцюваті, ≈ 1.5 × 0.8–2 см, голі або запушені; основа майже округла або широко клиноподібна, край просто пилчастий, рідше подвійно пилчастий, верхівка гостра або округло-тупа. Квітки часто 3–6 у щитках, іноді поодинокі, ≈ 3 см у діаметрі. Чашолистків 5, яйцювато-ланцетні. Пелюсток 5, білі або рожеві, зворотно-яйцюваті, верхівка нерівна. Цинародії червоні, довгасті або яйцюваті, 1–1.8 см у діаметрі, голі, часто блискучі, верхівка з короткою шиєю; чашолистки стійкі випростані. Період цвітіння: червень — серпень; період плодоношення: серпень — вересень.

## Поширення й умови зростання
Поширення включає Китай (Сіньцзян), Монголію, центрально-південний Сибір, Киргизстан, Казахстан. Населяє Populus ліси, чагарники, долини, вологі трав'янисті місця, береги річок і потоків; на висотах 500–1500 метрів.